# Tommy Dewey
Thomas R. Dewey, meglio conosciuto come Tommy Dewey (Birmingham, 3 agosto 1978), è un attore e produttore televisivo statunitense.

## Biografia
Nato in Alabama, Tommy Dewey ha poi frequentato l'Università di Princeton, dove si è laureato in Scienze Internazionali. Il suo primo ruolo da attore risale al 2004, quando compare in un episodio della serie televisiva Le cose che amo di te. Uno dei ruoli che poi gli regalerà maggiore popolarità è quello di Josh Daniels in The Mindy Project, a cui si dedicherà dal 2012 al 2016. Dal 2015, invece, è impegnato da protagonista nella comedy Casual, dove interpreta Alex, un programmatore di app d'incontri scapolo. Nel 2016 ha anche interpretato il dottor Mike Leighton nella serie televisiva Code Black. A livello cinematografico, invece, ha preso parte a film di discreto successo come 17 Again - Ritorno al liceo e Step Up Revolution.
Inoltre Dewey, insieme a Greg Bratman, è ideatore e produttore della comedy Padre in affitto, andata in onda negli Stati Uniti nel 2010.

## Filmografia

### Attore

#### Cinema
- I'm Reed Fish, regia di Zackary Adler (2006)
- Fist in the Eye, regia di Mark Cartier (2006)
- Unearthed, regia di Matthew Leutwyler (2007)
- On the Doll, regia di Thomas Mignone (2007)
- 17 Again - Ritorno al liceo (17 Again), regia di Burr Steers (2009)
- Provetta d'amore (The Babymakers), regia di Jay Chandrasekhar (2012)
- Step Up Revolution, regia di Scott Speer (2012)
- The Escort, regia di Will Slocombe (2015)
- Book Club - Tutto può succedere (Book Club), regia di Bill Holderman (2018)
- The Front Runner - Il vizio del potere (The Front Runner), regia di Jason Reitman (2018)
- Your Monster, regia di Caroline Lindy (2024)
- Saturday Night, regia di Jason Reitman (2024)

#### Televisione
- Le cose che amo di te (What I Like About You) – serie TV, episodio 2x16 (2004)
- The Mountain – serie TV, 12 episodi (2004-2005)
- Cold Case - Delitti irrisolti (Cold Case) – serie TV, episodio 3x19 (2006)
- Grey's Anatomy – serie TV, episodio 4x06 (2007)
- Roommates – serie TV, 7 episodi (2009)
- Criminal Minds – serie TV, episodio 4x19 (2009)
- Mad Men – serie TV, episodio 4x11 (2010)
- Freshmen, regia di Pamela Fryman – film TV (2010)
- Better with You – serie TV, episodio 1x12 (2010)
- CSI: Miami – serie TV, episodio 9x13 (2011)
- Tagged, regia di David Guarascio e Moses Port – film TV (2011)
- Melissa & Joey – serie TV, episodio 2x06 (2012)
- The Mindy Project – serie TV, 11 episodi (2012-2016)
- Happily Divorced – serie TV, episodio 2x16 (2012)
- Major Crimes – serie TV, episodio 2x04 (2013)
- C'è sempre il sole a Philadelphia (It's Always Sunny in Philadelphia) – serie TV, episodio 9x04 (2013)
- Intelligence – serie TV, episodio 1x07 (2014)
- Hot in Cleveland – serie TV, episodio 5x08 (2014)
- Jennifer Falls – serie TV, episodio 1x01 (2014)
- I miei peggiori amici (Friends with Better Lives) – serie TV, episodio 1x09 (2014)
- Mission Control – film TV, regia di Don Scardino (2014)
- Casual – serie TV, 44 episodi (2015-in corso)
- Now We're Talking – serie TV, 15 episodi (2016-in corso)
- Code Black – serie TV, 9 episodi (2016)
- Royal Pains – serie TV, episodio 8x03 (2016)
- Great News – serie TV, episodio 1x04 (2017)
- The Guest Book – serie TV, episodio 1x05 (2017)
- Four Weddings and a Funeral – miniserie TV (2019)
- Perry Mason – serie TV, episodi 2x01-2x02-2x07 (2023)

### Produttore
- Padre in affitto (Sons of Tucson) – serie TV, 13 episodi (2010)
- Now We're Talking – serie TV, 7 episodi (2016)

## Doppiatori italiani
Nelle versioni in italiano delle opere in cui ha recitato, Tommy Dewey è stato doppiato da:
- Francesco Pezzulli in Cold Case - Delitti irrisolti, Code Black
- Stefano Crescentini in Criminal Minds, Perry Mason
- Alessandro Rigotti in Book Club - Tutto può succedere, Saturday Night
- Stefano Onofri in CSI: Miami
- Federico Zanandrea in The Mindy Project
- Gabriele Lopez in Major Crimes